# 케리 케네디
메리 케리 케네디(영어: Mary Kerry Kennedy, 1959년 9월 8일 ~ )는 미국의 변호사, 작가, 인권 운동가이다. 그녀는 로버트 F. 케네디와 에델 케네디의 일곱 번째 아이이다. 그녀가 전 뉴욕 주지사 앤드루 쿠오모와 1990년부터 2005년까지 15년간 결혼 생활을 하는 동안, 그녀는 케리 케네디쿠오모로 알려졌다. 그녀는 비영리 인권 옹호 단체인 로버트 F. 케네디 인권 위원회의 회장이다.
그녀는 2024년 대통령 선거에서 무소속으로 출마한 로버트 F. 케네디 주니어의 여동생이다.